# Enno Dirk Wiersma
Enno Dirk Wiersma (Pieterzijl, 29 november 1858 - Groningen, 24 november 1940) was een Nederlandse medicus en hoogleraar.

## Biografie
Wiersma was een zoon van de landbouwer Dirk Jeltes Wiersma en Jacoba Buining. Hij was gehuwd met Alberta Helena Borleffs, dochter van de verificateur Jean Guillaume Philip Borleffs en Heelena Kaan uit Groningen. Wiersma was de schoonvader van de hoogleraar Jan Hendrik Engelhardt.
Wiersma studeerde aan de Rijksuniversiteit Groningen en promoveerde in 1886 tot doctor in de geneeskunde op het proefschrift Histochemisch onderzoek op glycogeen. Twee jaar later vestigde hij zich eerst als huisarts en later als specialist in de neurologie en psychiatrie in Groningen. In 1897 werd hij docent in deze studierichtingen aan de Groningse universiteit. Zes jaar later werd hij hoogleraar in deze vakken welk ambt hij tot 1928 heeft vervuld. 
Wiersma was lid van de KNAW. Hij was erelid van diverse verenigingen op zijn vakgebied. De Nederlandse regering erkende zijn grote wetenschappelijke verdiensten door hem te benoemen tot Ridder in de Orde van de Nederlandse Leeuw.
Een portret van Wiersma door Ben Walrecht hangt in de senaatskamer van de Groninger universiteit. 
In Groningen is een straat naar Prof. Dr. Enno Dirk Wiersma genoemd.